# Chloroceryle americana
Il martin pescatore verde (Chloroceryle americana (Gmelin, 1788)) è un uccello coraciiforme della famiglia Alcedinidae.
Si trova dal sud del Texas all'America centrale e meridionale fino all'Argentina centrale.